# Thomas Frühwirth
Thomas Frühwirth (* 12. August 1981 in Edelsbach) ist ein österreichischer Sportler, der in Paratriathlon und als Handbiker im Paracycling aktiv ist. Er wird in der Liste der Altersklassenrekorde beim Ironman Hawaii geführt.

## Werdegang
Thomas Frühwirth wurde auf einem Bauernhof in der Südoststeiermark geboren; er hat drei Brüder. Im Alter von 15 Jahren begann er mit dem Endurosport. Er absolvierte eine Lehre zum Kfz-Mechaniker und Kfz-Elektriker, arbeitete in der Entwicklung bei Steyr Daimler Puch und später beim Motorradhersteller KTM AG. 2004 hatte er während einer Urlaubsfahrt in Polen einen Unfall mit dem Motorrad. Die Folge war eine inkomplette Querschnittlähmung.

### Sportliche Laufbahn
Seit 2008 ist Thomas Frühwirth im Behindertensport aktiv, zunächst vorrangig im Paratriathlon, der aus Schwimmen, einem Handbikerennen sowie einem weiteren Rennen mit dem Rollstuhl oder zu Fuß besteht, je nach Art der Behinderung.
2010, 2011 und 2015 wurde er Weltmeister in Ironman-Wettbewerben im Paraduathlon und -triathlon. 2014 gewann er gemeinsam mit Manfred Putz das Race Across America in der Kategorie Handbike.
2016 wurde Frühwirth für die Sommer-Paralympics in Rio de Janeiro nominiert. Geplant waren Starts im Handbike-Straßenrennen, im Zeitfahren sowie in der Staffel. Im Einzelzeitfahren errang er Silber.
Bei den Triathlon-Europameisterschaften im Juni 2017 in Kitzbühel holte Frühwirth im ersten Bewerb die Silbermedaille für Österreich. Anfang September 2017 stellte er beim Austria-Triathlon in Podersdorf am Neusiedlersee einen neuen Weltrekord im Paratriathlon über 7:48 Stunden auf (3,8 km Schwimmen, 180 km Radfahren und 42,195 km Laufen). Er war hier schneller als der Sieger im Hauptbewerb.
Im November 2020 war er beim Ironman Mexico in 8:08:27 h erneut schneller als der Sieger des Hauptfeldes.
2021 wurde Frühwirth für die Sommer-Paralympics in Tokyo 2020 wieder nominiert. Wie 2016, waren Starts im Handbike-Straßenrennen, im Zeitfahren sowie in der Staffel geplant. Er errang Silber sowohl im Einzelzeitfahren als auch im Straßenrennen. Sein Teamkollege Alexander Gritsch errang Bronze in denselben Rennen.

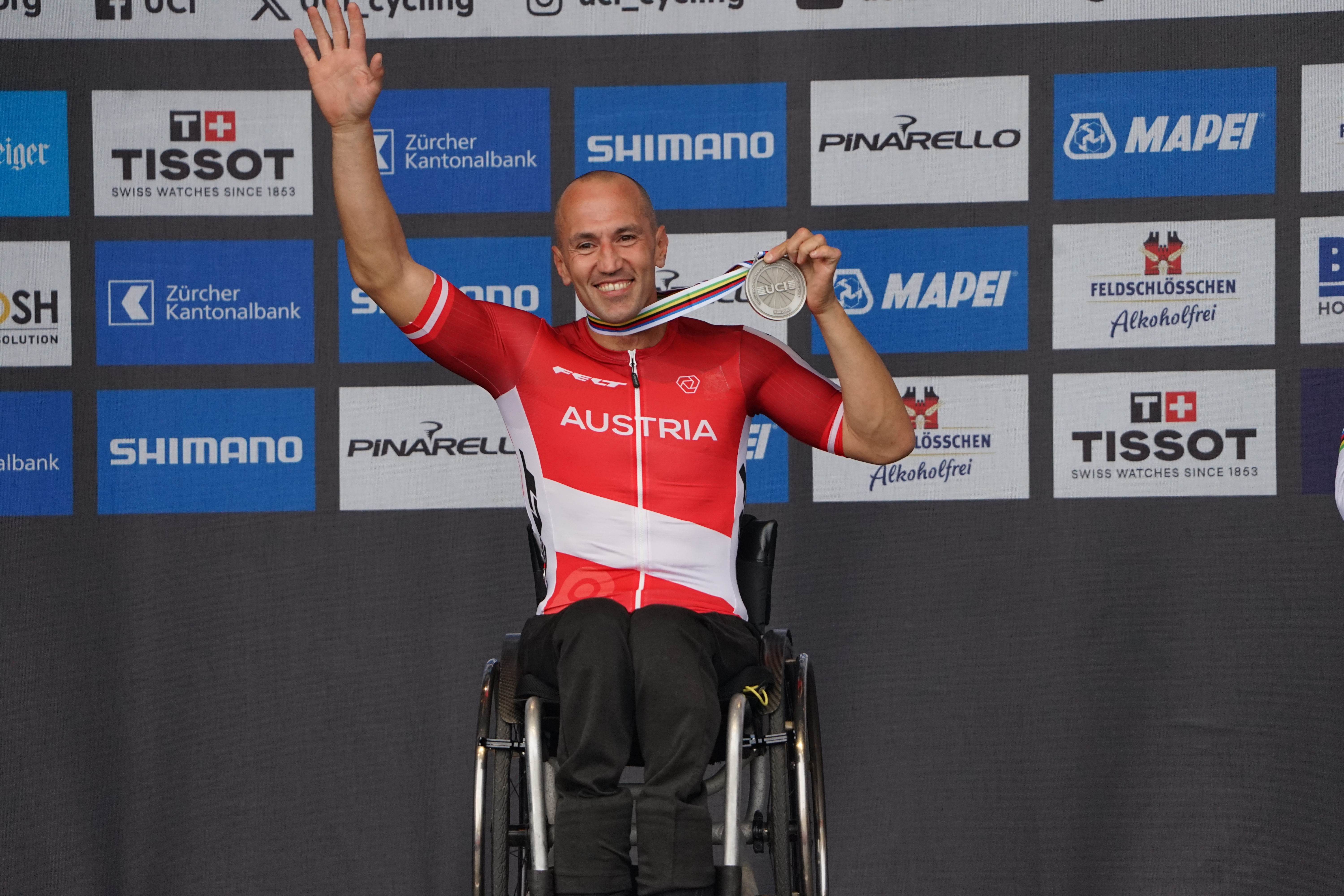
Thomas Frühwirth 2024 an den Weltmeisterschaften, wo er Gold im Zeitfahren und Silber im Straßenrennen (Bild) gewann

2024 konnte Frühwirth an den Paracycling-Straßenweltmeisterschaften in Zürich nach vielen Silber- und Bronzemedaillen erstmals Gold an einer Weltmeisterschaft gewinnen (im Einzelzeitfahren).
Frühwirth ist aktiver Para-Sportler des Heeressportzentrums des Österreichischen Bundesheers und trainiert im Heeresleistungszentrum Graz.

## Film
Der österreichische Filmemacher Christian Goriupp drehte mit „One Man Show – Die zwei Seiten der Medaille“ einen ca. 40-minütigen Dokumentarfilm über Frühwirth, der 2016 seine Premiere hatte.

## Ehrungen
2022, 2023 und 2024 wurde Thomas Frühwirth zum österreichischen Paracycler des Jahres gewählt. 2023 und 2024 wurde er österreichischer Sportler des Jahres in der Kategorie Sportler mit Behinderung.

## Publikationen
- Zum Leben Danke sagen: Wie auch du in jeder Krise gewinnst. edition, 2024, ISBN 978-3-99001-767-8.

## Sportliche Erfolge
2010
- Ironman-Vize-Weltmeister 2010 (Rekordhalter querschnittsgelähmte Rollstuhlsportler) in 10:13:27 h (Hawaii)
- ITU Paratriathlon Weltmeister in Budapest 2010

2011
- Double-Ironman-Finisher (erster und einziger Rollstuhlsportler der Welt, in 22:05 Stunden; Murska Sobota)
- ITU-Para-Duathlon-Weltmeister (Gijón)

2012
- Ironman-Weltrekordhalter in 8:44 h, Austria-Triathlon (erster und einziger Rollstuhlsportler unter 9 Stunden)
- Ironman-70.3-Weltrekordhalter in 4:17 h beim Ironman 70.3 Antwerpen (als erster und einziger Rollstuhl-Sportler unter 4:30 h)

2014
- Weltmeisterschaft – Einzelzeitfahren

2015
- Ironman-70.3-Weltmeister (Zell am See)

2016
- Paralympics – Einzelzeitfahren

2017
- Ironman-Weltrekordhalter in 7:48 h, Austria-Triathlon (erster und einziger Rollstuhlsportler unter 8 Stunden)
- ETU Triathlon European Championships

2019
- Paracycling-Straßenweltmeisterschaft – Einzelzeitfahren

2021
- Paracycling-Straßenweltmeisterschaft – Einzelzeitfahren
- Paracycling-Straßenweltmeisterschaft – Straßenrennen
- Europameisterschaft – Einzelzeitfahren
- Europameisterschaft – Straßenrennen
- Paralympics – Einzelzeitfahren
- Paralympics – Straßenrennen

2022
- Ironman-Weltmeister 2022 in Hawaii 8:15:39 Std.
- Ironman-Weltmeister „2021“ in St. George/Utah in 9h29min
- Europameisterschaft – Einzelzeitfahren
- Europameisterschaft – Straßenrennen
- Weltmeisterschaft – Einzelzeitfahren
- Weltmeisterschaft – Straßenrennen

2023
- Weltmeisterschaft – Straßenrennen
- Ironman-Weltmeister 2023 in Nice/France 9:43:21 Std.
- Europameisterschaft – Einzelzeitfahren
- Europameisterschaft – Straßenrennen

2024
- Paralympics – Einzelzeitfahren[1]
- Paralympics – Straßenrennen[2]
- Weltmeisterschaft – Einzelzeitfahren[12]
- Weltmeisterschaft – Straßenrennen
- - ITU Para-Triathlon-Weltmeisterschaft